# Waldstatt
Waldstatt (gsw. I de Waltschtat) – gmina (niem. Einwohnergemeinde) w północno-wschodniej Szwajcarii, w kantonie Appenzell Ausserrhoden. 31 grudnia 2014 liczyła 1778 mieszkańców. Do 1995 należała do okręgu Hinterland.

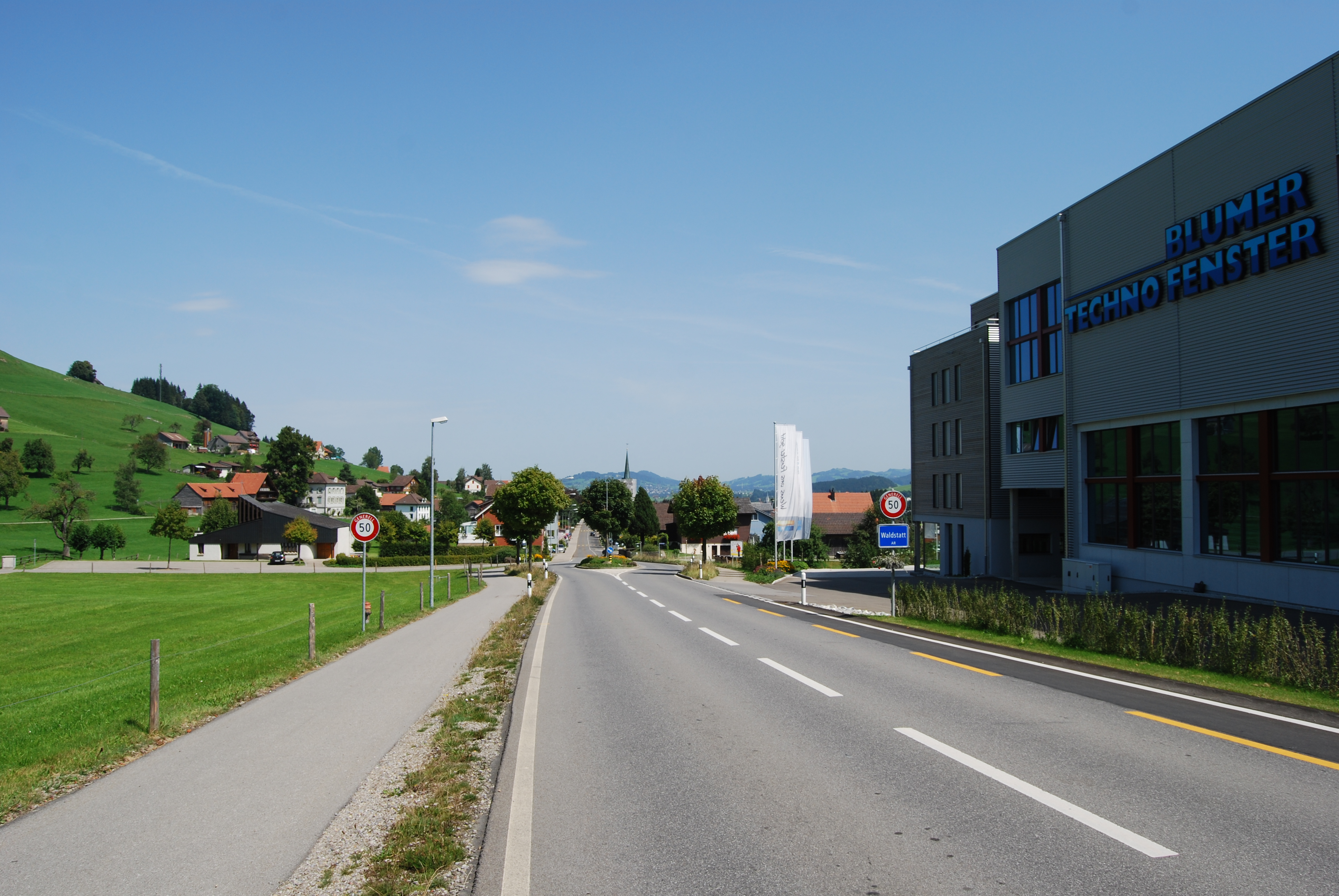
Waldstatt